# Goodia hollandi
Goodia hollandi är en fjärilsart som beskrevs av Butler 1898. Goodia hollandi ingår i släktet Goodia och familjen påfågelsspinnare. Inga underarter finns listade i Catalogue of Life.